# Grido (rapper)
Grido, pseudonimo di Luca Paolo Aleotti (Milano, 30 marzo 1979), è un rapper e cantautore italiano, noto per essere stato membro del gruppo musicale pop rap italiano Gemelli DiVersi fino al 2014.
Il rapper ha fatto parte dei collettivi Spaghetti Funk e TDK ed è il fratello minore del rapper J-Ax.

## Biografia

### Gemelli DiVersi
La sua prima apparizione musicale avvenne nel 1996, quando collaborò con gli Articolo 31 al brano Buon sangue non mente. L'anno seguente, con il suo gruppo Rima Nel Cuore, da lui fondato insieme a Strano, collaborò con DJ Enzo nel suo Tutti per uno. I Rima Nel Cuore si unirono successivamente ai La Cricca, composto da Thema e THG, portando così alla formazione dei Gemelli DiVersi.
Con il gruppo ha inciso sette lavori discografici a partire dal primo del 1998 che porta il nome della band. Nel 2009 ha partecipato con il gruppo alla 59ª edizione del Festival di Sanremo presentando il pezzo Vivi per un miracolo, primo singolo estratto dalla raccolta Senza fine 98-09 - The Greatest Hits.

### Carriera solista
Contemporaneamente all'attività con i Gemelli DiVersi, Grido ha collaborato come artista solista anche a diversi brani degli Articolo 31 tra cui Il mio consiglio, Buon sangue non mente e Due su due. Il 3 maggio 2011 il rapper ha pubblicato il suo primo album solista, intitolato Io Grido ed anticipato dai brani Superblunt (in duetto con Danti dei Two Fingerz, Tormento e i Sud Sound System) e Fumo e malinconia, quest'ultimo pubblicato come primo singolo. L'album ha debuttato alla nona posizione della classifica italiana degli album. Sono stati estratti anche i singoli Non ce la fai + e Sei come me.
Nel giugno del 2013 il rapper ha aperto il proprio canale YouTube, intitolato Weedo Wonka. I video pubblicati lo ritraggono nella sua vita di tutti giorni, con i suoi amici, e alle prese con le sue passioni esterne all'hip hop, come ad esempio la cucina, i videogiochi, i tatuaggi e i film.
Nel mese di giugno 2014 Grido ha abbandonato i Gemelli DiVersi, cambiando il suo nome d'arte in Weedo. Sotto quest'ultimo nome, il rapper ha firmato un contratto con l'etichetta discografica indipendente Newtopia (fondata da J-Ax insieme a Fedez), con la quale ha pubblicato per il download digitale l'EP Happy EP!, uscito il 16 dello stesso mese.
Il 5 agosto 2016 l'artista, ritornato al nome originario Grido, è ritornato sulle scene musicali con la pubblicazione del singolo Gravità zero, seguito ad ottobre da Strade sbagliate e a febbraio 2017 da Abbiamo vinto noi. Essi hanno anticipato l'uscita del secondo album di inediti Segnali di fumo, uscito il 3 marzo 2017.

## Discografia

### Da solista
Album in studio
- 2011 – Io Grido
- 2017 – Segnali di fumo
- 2019 – Diamanti e fango
- 2024 - Musica eterna

EP
- 2014 – Happy EP! (pubblicato come Weedo)

Singoli
- 2011 – Fumo e malinconia (feat. Sylvie Simbi)
- 2011 – Non ce la fai +
- 2011 – Sei come me (feat. Laura Bono)
- 2016 – Gravità zero
- 2016 – Strade sbagliate (feat. Chiara Grispo)
- 2017 – Abbiamo vinto noi (feat. Danti)
- 2019 – Ad un passo dal sole
- 2019 – Qualcosa di buono (feat. Il Cile)
- 2019 – Il fascino del male (con Mark the Hammer)
- 2022 – ABC (feat. Inoki)
- 2022 – Swing
- 2022 – Tokyo & Rio
- 2022 – Utopia (feat. Ted Bee)
- 2022 – Sfiga (feat. Fabri Fibra)
- 2023 - Fai il bravo (con DJ Fede)
- 2024 - Animalia (con Sofia P)
- 2024 - Musica eterna (feat. Clementino)
- 2024 - Battito

### Con i Gemelli DiVersi
- 1998 – Gemelli DiVersi
- 2000 – 4x4
- 2001 – Come piace a me (live)
- 2002 – Fuego
- 2004 – Reality Show
- 2007 – BOOM!
- 2009 – Senza fine 98-09 - The Greatest Hits (raccolta)
- 2012 – Tutto da capo

### Altre collaborazioni
- 1996 – Rima Nel Cuore feat. Articolo 31 - Latte versato
- 1996 – Articolo 31 feat. Grido - Cavalieri senza re
- 1997 – DJ Enzo feat. Thema e Grido - Ricorda (da Tutti per uno)
- 1998 – Articolo 31 feat. Grido - Buon sangue non mente (da Nessuno)
- 1998 – Articolo 31 feat. Grido, Extrema, Thema e Space One - Vai bello (da Nessuno)
- 1999 – Articolo 31 feat. Thema e Grido - Il mio consiglio (da Xché sì!)
- 2001 – Space One feat. Grido, Thema, J-Ax e Posi Argento - A.A.D.D.S.S (da Il cantastorie)
- 2002 – Articolo 31 feat. Grido - Due su Due (da Domani smetto)
- 2007 – Supernova feat. Grido - Silence Is the Enemy
- 2007 – Space One feat. J-Ax, Grido, Thema e THG - Amici un cazzo (da Il ritorno)
- 2009 – J-Ax feat. Grido - Come Willy l'orbo (da Deca Dance)
- 2011 – THG feat. J-Ax, Grido, Trap, CaneSecco, Mistaman, Danti e Primo - GangBang!
- 2012 – Huga Flame feat. Grido - Parli troppo (da Nuova vita)
- 2012 – THG feat. Grido e Biggie Bash (da Musical Hustler)
- 2013 – Reverendo feat. Grido - Sole asciuga tu (da Oltre)
- 2013 – Trap feat. Grido - La mia armatura (da Neil Armstrong)
- 2015 – J-Ax feat. Weedo - The Pub Song (da Il bello d'esser brutti)
- 2018 – Shade feat. Grido - Il tuo anno (da Truman)